# 고동주
고동주(1936년 8월 22일 ~ 2023년 1월 9일)는 대한민국의 정치인이다. 제28·29대 통영시장을 역임했다.

## 역대 선거 결과
|  | 35.34% |

|  | 47.97% |